# Взрыв на виа деи Джеоргофили
Взрыв на виа деи Джеоргофили (итал. via dei Georgofili) — террористический акт, совершенный итальянской мафией в ночь с 26 на 27 мая 1993 года рядом с галереей Уффици во Флоренции, Италия.
Взрыв был одним из серии террористических актов, совершенных в 1992—1993 годах (ит.) с целью склонить итальянские власти к компромиссам в борьбе с мафией.
Взрыв был осуществлен с помощью автомобиля, начиненного взрывчаткой и припаркованного рядом со старинной башней Торре-деи-Пульчи (ит.) и галереей Уффици. В башне размещалась Академия Джеоргофили (Академия Джеоргофили), специализирующаяся на сельскохозяйственных науках. В результате взрыва погибли пять человек, а 48 человек получили ранения. Башня была сильно разрушена, а другие близлежащие здания, в том числе Галерея Уффици, получили повреждения.
Три картины из Уффици («Поклонение пастухов» Геррита ван Хонтхорста, «Концерт» и «Игроки в карты» Бартоломео Манфреди) не подлежали восстановлению. Другие картины были повреждены осколками стекла и были впоследствии реставрированы.
Здание башни Торре-деи-Пульчи рухнуло. Множество редких книг, рукописей, произведений искусства, хранившихся в Академии, были полностью уничтожены.
Расследование преступления было в основном закончено, исполнители и организаторы осуждены, но отдельные детали и соучастники продолжают выявляться и в XXI веке.
Операция итальянских спецслужб 16 января 2023 года по поимке одного из главарей мафии, Маттео Мессина Денаро, носила кодовое имя «Закат» (Tramonto) в честь стихотворения девятилетней Нади Ненчони, погибшей в теракте на виа деи Джеоргофили вместе с мамой, папой и сестрой.